# Heinz Heydrich
Heinz Siegfried Heydrich (Halle, 29. rujna 1905. – Prabuty, 19. studenog 1944.) bio je sin Richarda Brune Heydricha i mlađi brat SS-Obergruppenführera Reinharda Heydricha.  
Za vrijeme nacionalsocijalizma bio je SS Obersturmführer, novinar i izdavač. U početku je bio štovatelj nacionalsocijalizma.  
Nakon bratove smrti u lipnju 1942. godine došao je u posjed njegovih osobnih dosjea i shvatio obujam sustavnog istrebljenja Židova, tzv. konačng rješenja. Nakon toga, Heinz Heydrich pomagao je mnogim Židovima u bjekstvu krivotvorenim dokumenatima i ispravama.